# Каратурык
Каратурык (каз. Қаратұрық) — село в Енбекшиказахском районе Алматинской области Казахстана. Административный центр Каратурыкского сельского округа. Расположен в 98 км от города Алматы по трассе Алматы — Кульджа (A351). Код КАТО — 194057100.

## Население
В 1999 году население села составляло 2708 человек (1380 мужчин и 1328 женщин). По данным переписи 2009 года, в селе проживало 3565 человек (1741 мужчина и 1824 женщины).

## Инфраструктура
С 1963 по 1997 годы в селе располагался совхоз имени А. Саттарова, где выращивали табак. На его основе с 1997 года в Каратурыке, Ащисае, Достыке, Таукаратурыке и Лаваре созданы производственные кооперативы и более 400 крестьянских хозяйств.

## Достопримечательности
В 4,5 км от села находится археологический объект Каратурык — поселение времён раннего Средневековья.

## Топографические карты
- Лист карты K-44-13 Чилик. Масштаб: 1 : 100 000. Состояние местности на 1979 год. Издание 1984 г.

## Известные уроженцы
- Аманжолов, Садык Аюкеевич (1889—1941) — казахский общественно-политический и государственный деятель.